# Ulica Stefana Grota-Roweckiego w Krakowie
Ulica Stefana Grota-Roweckiego – ulica w Krakowie biegnąca od skrzyżowania ulic Kapelanka, Brożka i Lipińskiego do skrzyżowania z ulicą Gronostajową, gdzie przechodzi w ulicę Bobrzyńskiego. Administracyjnie należy do dzielnicy VIII Dębniki. Przebiega przez Osiedle Ruczaj. Na całej długości jest dwujezdniowa, z torowiskiem tramwajowym biegnącym po północnej stronie, oddanym do użytku na przełomie 2011 i 2012 roku.
Nazwę ulicy nadano dla upamiętnienia Stefana Roweckiego pseud. Grot, generała dywizji Wojska Polskiego i komendanta głównego Armii Krajowej podczas II wojny światowej.

## Historia
W latach 60. XX w. na terenach, po których obecnie przebiega ulica Grota-Roweckiego, znajdowały się głównie pola uprawne. Zachowane ogólne plany zagospodarowania przestrzennego dla tego obszaru z tamtego okresu prezentują inną niż współczesna planowaną siatkę ulic. Obecny przebieg został wytyczony w latach 70., zaś północny odcinek ulicy Grota-Roweckiego po raz pierwszy pojawił się na planie Krakowa z 1976 roku i prawdopodobnie został wybudowany razem z układem drogowym Kapelanka-Brożka. Ulica kończyła się ślepo w polach za skrzyżowaniem z ulicą Zachodnią i Norymberską. W 1992 roku ulica została przedłużona do skrzyżowania z ulicą Gronostajową, przy którym wybudowano pętlę autobusową Osiedle Ruczaj (ob. nazwa Ruczaj została nadana w 2004 roku). W następnych latach postępowała dalsza budowa trasy, już jako ul. M. Bobrzyńskiego.
Początkowo ulica była jednojezdniowa, z krótkim dwujezdniowym odcinkiem w rejonie skrzyżowania z ulicami Rostworowskiego i Norymberską. Na początku 2011 roku rozpoczęto przebudowę całej trasy, w ramach której dobudowano na całej długości drugą jezdnię, ścieżkę rowerową oraz torowisko tramwajowe. Od strony południowej na prawie całej długości wzniesiono ekrany akustyczne. Przebudowa zakończyła się w 2012 roku.

## Otoczenie
Od strony południowej dominuje wielorodzinna zabudowa mieszkaniowa osiedla Ruczaj. Od strony północnej znajduje się torowisko tramwajowe, budynki mieszkaniowe, zakłady usługowe oraz budynki Kampusu Uniwersytetu Jagiellońskiego.

## Kontrowersje
Przebudowa ulicy spotkała się z krytyką mieszkańców miasta oraz urbanistów, zyskując razem z ul. M. Bobrzyńskiego nieoficjalną nazwę "Autostrada Skawina". Władze miasta argumentują konieczność poszerzenia drogi prognozowanym wzrostem ruchu samochodowego oraz jej charakterem w postaci głównej drogi dojazdowej do Skawiny. Mieszkańcy i urbaniści zwracają uwagę, iż mimo wybudowania trasy tramwajowej (zakończonej dodatkowo parkingiem w systemie "Parkuj i Jedź"), nowy kształt ulicy zaprzecza idei zrównoważonego transportu. Jako główne kontr-argumenty podają:
- szerokość ulicy i małą liczbę przejść dla pieszych, utrudniające mieszkańcom dostęp do przystanków,
- wysokie ekrany akustyczne na całej długości (pomimo ograniczenia prędkości pojazdów do maksymalnie 70 km/h i zastosowania tzw. "cichej nawierzchni"),
- wąskie chodniki (kosztem np. 7 pasów jezdni w zachodniej części ulicy),
- niekonsekwentny przebieg ścieżki rowerowej, która nie dociera do skrzyżowania z ulicami Kapelanka, Brożka i Lipińskiego.

Przebudowana ulica została nominowana do 12. edycji plebiscytu Archi-Szopa na najgorsze rozwiązania architektoniczne i urbanistyczne Krakowa.

## Galeria

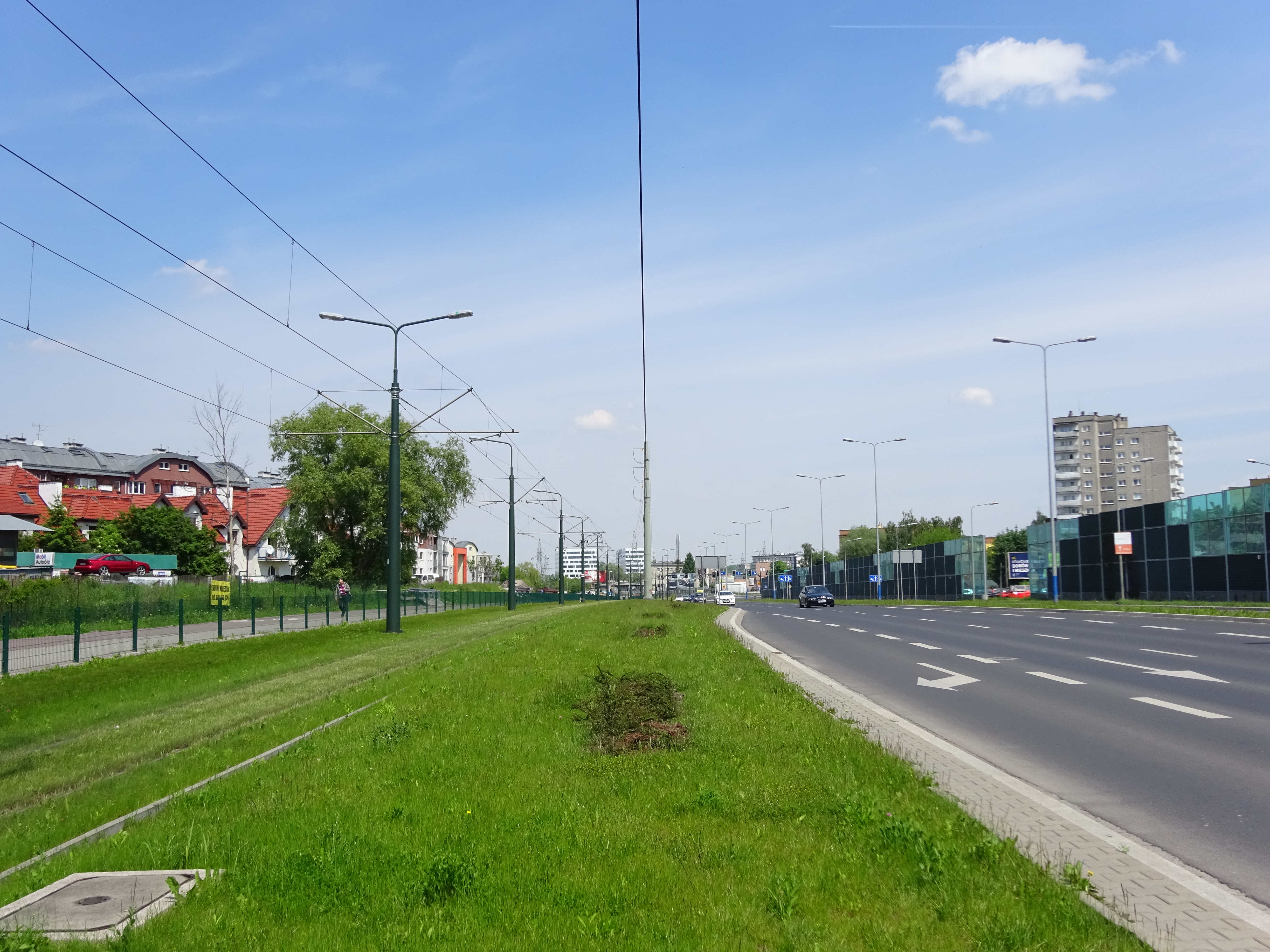
Widok od skrzyżowania z ul. Norymberską na północny wschód (2016)